# IS01
IS01（あいえす ぜろいち）は、シャープによって日本国内向けに開発された、auブランドを展開するKDDIおよび沖縄セルラー電話の携帯電話。CDMA 1X WIN（後のau 3G）対応クラムシェル型スマートブックで、ISシリーズの1つである。製造型番はSHI01、メーカー型番はNB30。

## 概要
同キャリアとしては初のAndroidに対応したスマートブック。約5.0インチのフルワイドVGA++サイズ（480×960ピクセル）のタッチパネル対応ディスプレイやQWERTYキーボード、トラックボールなどを搭載する。このほか、KDDIが勧めるアプリケーションをピックアップした「au one Market」や、日本のAndroid端末としては初の「セカイカメラ」、Android版EZナビウォーク「au one ナビウォーク」を利用することができる。また、音楽コンテンツ「LISMO!」のAndroid版やEZwebのEメールがアップデートにより利用可能になるなど、いわゆるガラパゴス携帯としての要素も備えている。これはISシリーズのコンセプトである「この国（日本）に住む、すべての人が楽しめるスマートフォンをつくろう」という理念からきている。なおデザインは深澤直人が手掛けている。
通常は横向きの画面で利用する。設定により縦向き画面にすることもできる。
通話は、内蔵スピーカーを用いてハンズフリーで行う、従来の携帯電話でも採用されている平型端子のイヤホンマイクを使用する、Bluetoothヘッドセットを使用するといった方法が公式サイトや取扱説明書に記載されている。そのほかにもハンズフリーの音量を小さくして、本体を開いたまま顔にあてる、接続後に閉じて顔にあてるといった方法で通話することも可能である。
本体の充電コネクタはmicroUSBである。従来の携帯電話用のauの共通充電アダプタに本製品付属のmicro USB-18芯変換ケーブルを接続することで充電ができる。のちに発売されたauのmicroUSB充電器「共通ACアダプタ03」の対応機種にはIS01は入っていない。
ネット上では、見た目のデザインからか「メガネケース」という俗称が存在する。

## 歴史
- 2010年（平成22年）3月30日 - KDDI、およびシャープより公式発表。
- 2010年6月30日 - 全国にて一斉発売。dynapocket IS02（TSI01）より6日後の発売となった。
- 2010年9月17日 - メールの送受信機能に不具合が見つかる[11]。同月23日まで販売と修理からの返却が一時停止された[12]。
- 2010年11月 - 北海道・中部・関西地区にて販売終了。
- 2010年12月 - 関東・北陸・中国・四国・九州地区にて販売終了。
- 2011年（平成23年）1月 - 東北地区にて販売終了。
- 2011年9月 - 沖縄地区にて販売終了。
- 2012年（平成24年）7月22日 - L800MHz（旧800MHz帯・CDMA Band-Class 3）帯によるサービスの停波によりそれ以降はN800MHz（新800MHz帯・CDMA Band-Class 0）帯および2GHz（CDMA Band-Class 6）帯の各サービスで利用する事となる。
- 2018年（平成30年）11月16日 -  IS01が使用している「CDMA 1X WIN」サービスの終了予定が発表される[13]。
- 2022年（令和4年）3月31日 - 同キャリアにおける3Gサービスが全面終了・停波により、当端末は利用不可となった（WiFi接続時除く）。

## Android OS 標準アプリケーション
Android OSの標準的なアプリケーションとしてGoogle検索・Googleマップ・Google Latitude・Gmail・アドレス帳・YouTube・Googleカレンダー・Google Talk・Androidマーケットなどを搭載している。

androidマーケットでは2010年4月現在、このほかに、有料、無料あわせて約48000種類のアプリをダウンロードし利用できる。

### その他
- セカイカメラ for Android
- スマートリンク辞書
- 名刺リーダーテキストリーダー
- mixi for SH -mixi用ウィジェット
- twit SH - Twitter用ウィジェット
- Documents To Go - Word、Excel、PowerPoint、PDFの編集・閲覧アプリ
- メディアプレーヤー - 再生可能なファイル形式は、動画がMPEG4・H.264・H.263・WMV、音楽がMP3・AAC・AAC+・HE-AAC・WMA9
- 方位計
- スケジュール
- 単語登録（500件）

## 主な機能・サービス
- FMトランスミッター

※PCサイトビューアーはないが、PC向けWebブラウザと同等のアプリケーションが標準装備されている。
| 主な機能・対応サービス                | 主な機能・対応サービス                                                      | 主な機能・対応サービス                | 主な機能・対応サービス                                                             |
| ------------------------------------- | --------------------------------------------------------------------------- | ------------------------------------- | ---------------------------------------------------------------------------------- |
| LISMO! for Android メディアプレイヤー | バーコードリーダー                                                          | PCサイトビューアー ※Webブラウザで対応 | au Smart Sports Run & Walk Karada Manager ゴルフ(web版で提供) フイットネス・歩数計 |
| au oneナビウォーク                    | au one助手席ナビ                                                            | PCドキュメント                        | じぶん銀行アプリ                                                                   |
| au one ニュースEX                     | Bluetooth 2.1                                                               | おサイフケータイ                      | デコレーションメール                                                               |
| デコレーションアニメ                  | au one メール PCメール Gmail EZwebドメインメール                            | 緊急地震速報                          | ワンセグ                                                                           |
| グローバルパスポート (CDMA)           | WIN HIGH SPEED 赤外線通信 (IrSimple) 無線LAN機能 (Wi-Fi WIN) auフェムトセル |                                       |                                                                                    |

- 安心セキュリティパック、およびauスマートパスは非対応

## ソフトウェアアップデート
不具合の修正や新機能追加はケータイアップデートで行う。無線LANによる通信では行えず、モバイルネットワーク設定を有効にし3G通信を行う必要がある。ただし、情報料や通信料は無料である。
- 2010年7月15日、不具合の修正[20]
  - au one-IDの設定ができない場合があるのを修正
- 2010年8月24日、以下のサービスが利用可能となる[21]。
  - IS NETのEメール (xxx@ezweb.ne.jp)
  - au one Marketの新機能
- 2010年9月8日、不具合の修正[22]
  - IS01でEメール/PCメール/Cメールの受信ができなくなる場合があるのを修正
  - 悪意のあるアプリケーションがインストールされた場合に、お客様のキーボード操作履歴が第三者により取得される可能性があるのを修正。
- 2010年9月22日、不具合の修正[23]
  - メール (@ezweb.ne.jp/Cメール/PCメール) 送信時、電話帳に登録されている名前や着信したメールアドレスを引用してメールを送る際に、名前にカンマが含まれていた場合には、メールが正しく送られない場合があるのを修正
- 2010年10月26日、不具合の修正[24]
  - Bluetoothのハンズフリー機器を使用すると、携帯電話が再起動する場合があるのを修正
  - アニメーション絵文字が正常に表示せず、絵文字と空白の相互表示となるのを修正
  - 一部、他社製製品から送信された、添付ファイル付きメールが正常に受信できなくなる場合があるのを修正
  - Eメール (xxx@ezweb.ne.jp) が受信できなくなる場合があるのを修正
- 2010年12月16日、不具合の修正[25]
  - Eメール (xxx@ezweb.ne.jp) が受信できなくなる場合があるのを修正
- 2011年2月22日、不具合の修正[26]
  - 特定の操作により、電池の消費が早くなる場合があるのを修正
  - スリープモードが正しく動作せず、画面が消えない場合があるのを修正
- 2011年4月27日、不具合の修正[27]
  - 特定サイトにアクセスすると、ブラウザが終了し、待ち受け画面に戻ることがあるのを修正
- 2011年10月6日、機能の改善[28]
  - Eメール送受信時の認証方法の強化

## OS のメジャーアップデートの断念
製品発表時にはすでにAndroid 2.1リリース後だったこともあり、発表会では「ハードウェアとしてはOSのバージョンアップに対応できるもので、バージョンアップについては検討していく」といった説明をしたり、開発者の交流イベントでは「Froyo(Android 2.2)も載せていきたい」と回答するなど、積極的な姿勢を見せていた。しかし2010年11月16日、KDDI広報のTwitter公式アカウントが一般ユーザーの質問へリプライする形でAndroid OS 2.1へのメジャーアップデートを断念したことを表明。発表の仕方が乱暴だとの非難も受け、改めて11月18日にホームページにてお知らせを掲載した。

### カスタムROM
公式にはアップデートが提供されないものの、オープンソースであることを利用し、ユーザーが改造し、新しいバージョンのOSをカスタムROMにて動かそうとする者もいる。これらの行為は、失敗したとしてもサポートは受けられない。また、ワンセグをはじめとするAndroidの標準機能ではない機能は正しく動作しないことも多いため、使用には注意が必要である。

## 注
1. ↑  2012年（平成24年）7月23日より利用不可
2. ↑  対応プロファイルはHSP、HFP、A2DP、AVRCP、OPP、OBEX
3. ↑  https://web.archive.org/web/20100918044200/http://www.au.kddi.com/seihin/ichiran/smartphone/index.html
4. ↑  “IS01トップ｜製品ラインアップau ｜AQUOS：シャープ”. jp.sharp. 2019年4月26日閲覧。
5. ↑  “IS01の取扱説明書ダウンロード｜製品・サービスのご利用ガイド｜au”. www.au.com. 2019年4月26日閲覧。
6. ↑  “じわっと気になる！？au『IS01』のアソコをチェック！ ｜ ガジェット通信 GetNews”. ガジェット通信 GetNews (2010年5月11日). 2019年4月26日閲覧。
7. ↑  “ついにZAURUSやNetWalkerの理想が実現、au初のAndroidスマートフォン「IS01」の実機ムービーいろいろ”. GIGAZINE. 2019年4月26日閲覧。
8. ↑  “ちゃんと電話だった！auの新スマートフォン『IS01』製品レビュー ｜ ガジェット通信 GetNews”. ガジェット通信 GetNews (2010年5月3日). 2019年4月26日閲覧。
9. ↑  “【au】 IS01（by SHARP）特集 第2回 : 通話、カメラ、ガラパゴスケータイ的機能、付属品！ | オクトバ”. 2019年4月26日閲覧。
10. ↑  “Android端末なう：011「IS01」 2台目端末としてオススメのスマートブック”. 2013年1月1日閲覧。
11. ↑  “スマートブック「IS01」のメール送信不具合について | 2010年 | KDDI株式会社”. 2021年6月19日閲覧。
12. ↑  スマートブック「IS01」の「IS NET」Eメール送受信および販売の再開について
13. ↑  “「CDMA 1X WIN」サービスの終了について”. news.kddi.com. 2019年4月26日閲覧。
14. ↑  再生可能なオーディオファイルはLISMO Port 4.1以降でCDからリッピングした曲で、着うたや着うたフル、着うたフルプラスなどの既存のau携帯電話向けのオーディオファイルは非対応。転送はLISMO Port 4.1以降に更新する必要がある。MP3や、MP4などは他のAndroid対応プレイヤーアプリで対応できる場合がある。
15. ↑  USB接続のMTPモードにすることによりWindows標準のWindows Media PlayerからWMAでの転送にも対応。ただしWMAはあらかじめインストールされているメディアプレイヤーかLISMO以外のプレイヤーアプリで対応。
16. ↑  プリインストールアプリのDocuments To Goで対応。Word、Excelの編集・閲覧とPDF閲覧に対応。
17. ↑  デコレーションアニメの送信は非対応だが、IS01で受信した場合はflashファイルで添付ファイルとして受信される。
18. ↑  EZwebのメールは無線LANでの利用は不可。
19. ↑  AQUOSブルーレイディスクレコーダー連携機能対応。ダビング10対応。
20. ↑  “au携帯電話「IS01」の「ケータイアップデート」についてのお知らせ│製品アップデート情報│au”. www.au.com. 2021年6月18日閲覧。
21. ↑  “au携帯電話「IS01」の「ケータイアップデート」についてのお知らせ│製品アップデート情報│au”. www.au.com. 2021年6月18日閲覧。
22. ↑  “au携帯電話「IS01」の「ケータイアップデート」についてのお知らせ│製品アップデート情報│au”. www.au.com. 2021年6月18日閲覧。
23. ↑  “au携帯電話「IS01」の「ケータイアップデート」についてのお知らせ│製品アップデート情報│au”. www.au.com. 2021年6月18日閲覧。
24. ↑  “au携帯電話「E05SH」「IS01」の「ケータイアップデート」についてのお知らせ│製品アップデート情報│au”. www.au.com. 2021年6月18日閲覧。
25. ↑  “au携帯電話「IS01」の「ケータイアップデート」についてのお知らせ│製品アップデート情報│au”. www.au.com. 2021年6月18日閲覧。
26. ↑  “au携帯電話の「ケータイアップデート」についてのお知らせ│製品アップデート情報│au”. www.au.com. 2021年6月18日閲覧。
27. ↑  “au携帯電話「IS01」の「ケータイアップデート」についてのお知らせ│製品アップデート情報│au”. www.au.com. 2021年6月18日閲覧。
28. ↑  “au携帯電話「IS01」「IS03」の「ケータイアップデート」についてのお知らせ│製品アップデート情報│au”. www.au.com. 2021年6月18日閲覧。
29. ↑  株式会社インプレス (2010年3月30日). “Android搭載のシャープ製スマートブック「IS01」”. ケータイ Watch. 2019年4月26日閲覧。
30. ↑  日経クロステック（xTECH）. “「コミュニティの重要さをZaurusで学んだ」、国産Android端末IS01/LYNX設計者と開発者が交流”. 日経クロステック（xTECH）. 2021年12月31日閲覧。
31. ↑  “https://twitter.com/kddipr/status/4422761896218624”. Twitter. 2021年12月31日閲覧。
32. ↑  “KDDI、IS01のOSバージョンアップは「実現不可能」”. ITmedia Mobile. 2019年4月26日閲覧。
33. ↑  “KDDIが「IS01」のOSアップデート打ち切り決定、「実現は不可能」という結論に”. GIGAZINE. 2019年4月26日閲覧。
34. ↑  〈お知らせ〉 auのAndroid (TM) 搭載スマートフォンにおけるメジャーアップデートについて | 2010年 | KDDI株式会社 - 2010年11月18日
35. ↑  “OSアップデートが打ち切られた「IS01」でAndroid 2.2を動作させた猛者が現れる”. GIGAZINE. 2019年4月26日閲覧。
36. ↑  “JCROM on IS01 〜日本独自のカスタムROMをIS01で〜”. Libre Free Gratis! (2012年8月14日). 2019年4月26日閲覧。